# Pulborough
Pulborough est un village et une paroisse civile du district de Horsham, dans le Sussex de l'Ouest, en Angleterre.
Le village comptait 5 574 habitants en 2020.

## Personnalité
- Edward Frederick Ertz (1862-1954), peintre et aquafortiste américain, y est mort.